# Wolfgang Zuckermann
Pour les articles homonymes, voir Zuckerman.
Wolfgang Joachim Zuckermann (né le 11 octobre 1922 à Berlin et mort le 30 octobre 2018 à Avignon,,) est un facteur de clavecins et un écrivain allemand.

## Biographie

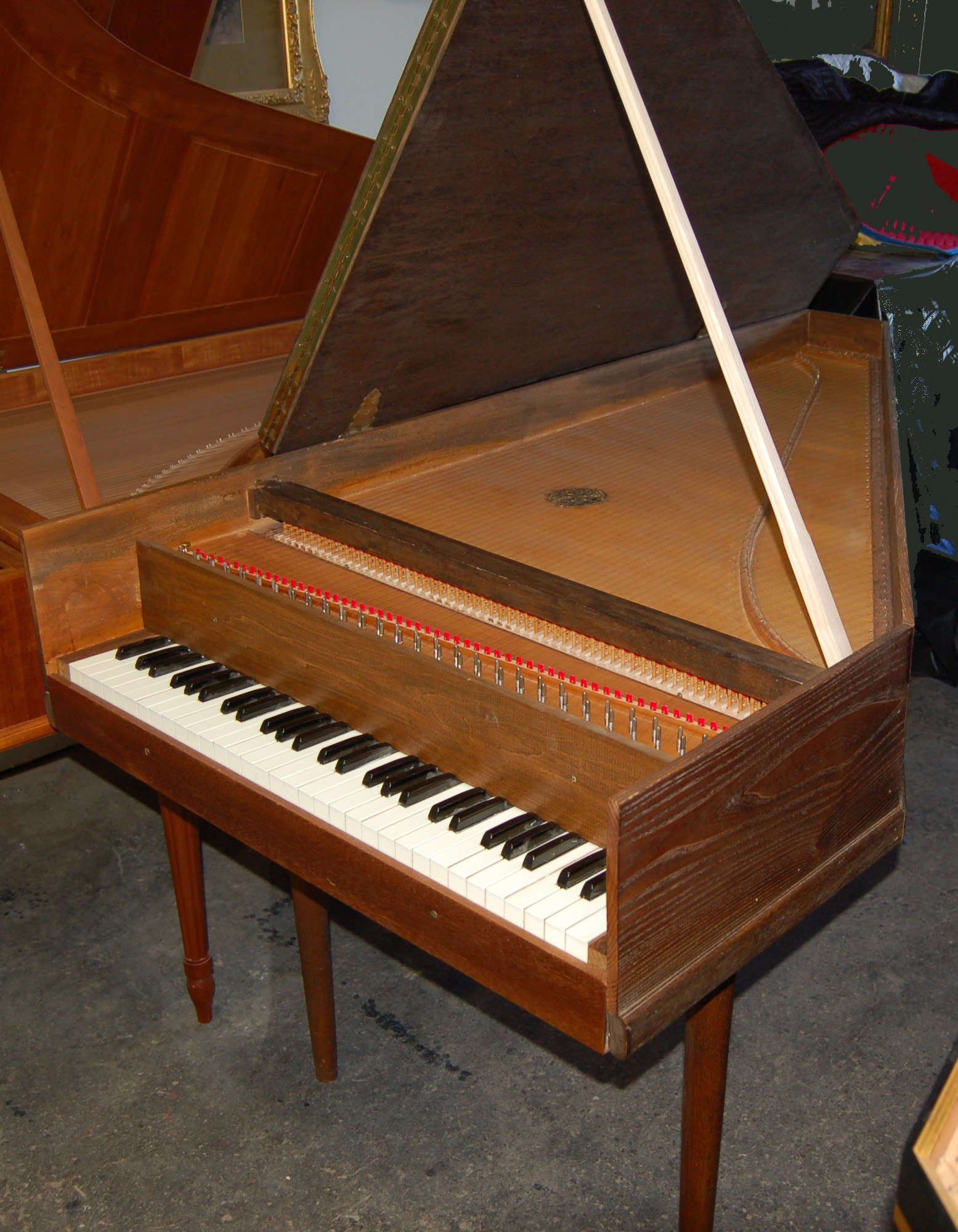
Un clavecin Zuckermann ("Z-Box").

Wolfgang Zuckermann s'installe aux États-Unis en 1938 et devient technicien dans la maintenance des pianos et clavecins. En 1954, il construit un instrument très simplifié qui débouche sur l'idée du clavecin en kit, à l'origine d'un grand succès commercial. Il crée la société Zuckermann Harpsichords à New York.
En 1969 il publie The Modern Harpsichord, ouvrage très remarqué comprenant notamment une revue exhaustive des facteurs alors en activité et de leurs productions ; il y est en particulier très critique (que ce soit sur le plan technique ou commercial) à l'égard des marques, souvent allemandes, produisant en série des instruments « modernes », telles que Neupert, Wittmayer, Sperrhake ou Sabathil. Une citation suffit à en donner le ton :
« Get to work, Sabathil and son; all you have to do is change the design of your soundboard, jack, bridge, case and keyboard; and while you are at it, your firm's symbol as well. That tuning fork, entwined in a big S, looks suspiciously like the sign of a major world currency. » (Au travail, Sabathil et fils ; tout ce que vous avez à faire est de changer la conception de votre table d'harmonie, de vos sautereaux, de vos chevalets, de votre caisse et de votre clavier. Pendant que vous y êtes, vous pourrez aussi changer le logo de votre marque. Ce diapason entrelacé dans un S majuscule fait penser de façon insidieuse au symbole d'une grande monnaie mondiale.) — op. cit., page 174.
Ce livre est également plein d'humour : évoquant par exemple le travail de John Paul, un facteur anglais ayant converti des pianos en clavecins, il note :
« The most interesting conversion I have heard of was made by the English-American builder Hugh Gough. He converted an early English square piano into a shirt cabinet. » (La transformation la plus intéressante dont j'ai entendu parler a été faite par le facteur anglo-américain Hugh Gough. Il a transformé un ancien piano droit anglais en placard à chemises.) — op. cit., page 160.
Le livre lui vaut de nombreuses et tenaces inimitiés avec menaces de procès qui seront pour beaucoup dans sa décision de quitter les États-Unis. Il prend position contre la guerre du Viêt Nam et quitte les États-Unis en 1969 pour l'Angleterre. À cette occasion, il cède Zuckermann Harpsichords à David Jacques Way (en), qui en devient le président dans les années 1970.
Depuis 1987 il collabore avec EcoPlan (Centre for Technology & Systems Studies), groupe de recherche et d'influence sur l'impact des technologies dans la vie quotidienne et le transport durable, dont le siège est à Paris, rue Joseph-Bara.
En 1994, avec Eric Britton (en), il lance Consumer Holiday – The one day a year we turn off the economy and think about it, qui rejoindra et participera au développement international du Buy Nothing Day, créé quelques années plus tôt au Canada.
Il participe comme conférencier à La conférence de Vancouver, vers des transports durables, organisée par l’OCDE sous les auspices du gouvernement du Canada à Vancouver (Colombie-Britannique) du 24 au 27 mars 1996.
En juin 1994, il crée la Librairie Shakespeare dans la tradition des librairies anglaises en France (Shakespeare Books) à Avignon. Il réside depuis cette date à Avignon, jusqu'à sa mort en 2018.

## Publications
- (en) The Modern Harpsichord: twentieth century instruments and their makers, New York : October House,  (ISBN 0-80790-165-2)
- (en) The Modern Harpsichord[11], Classic Textbooks, 1999  (ISBN 9781404703063)
- (en) End of the Road: From World Car Crisis to Sustainable Transportation,
- (en) End of the road: the world car crisis and how we can solve it[12], Chelsea Green Pub. Co., 1991,  (ISBN 0930031512)  (ISBN 9780930031510)
- (en) Alice in Underland[13], Olive, 2000, 88 pages  (ISBN 2951458800)  (ISBN 9782951458802)
- (en) The Mews of London: A Guide to the Hidden Byways of London's Past[14] avec Barbara Rosen, Webb & Bower, Londres, 1982,  (ISBN 0906671507),  (ISBN 9780906671504)
- (en) Family Mouse Behind the Wheel[15], illustré par Roger Tweedt, The Lutterworth Press, 1992  (ISBN 0718828348)  (ISBN 9780718828349)
- (de) Familie Maus fährt Auto[16], Cornelsen/Volk und Wissen, 1995,  (ISBN 3-06-100388-6)